# Monoklinski kristalni sustav
U kristalografiji, monoklinski kristalni sustav je jedan od 7 kristalnih sustava. Ovaj je kristalni sustav definiran s tri elementarna vektora i tri kuta između njih kojima se definira kristalografski osni križ. Monoklinski sustav ima nejednake po veličini elementarne vektore, kutovi γ i β su pravi kutovi dok treći treći kut α nije pravi kut. Postoje dvije vrste monoklinskih Bravaisovih rešetki: primitivna i površinski centrirana.
|            |                       |
| primitivna | površinski centrirana |

‎

## Monoklinska holoedrija
Osnovni oblici monoklinske holoedrije jesu:
- Baza
- Pinakoid
  - Klino pinakoid
  - Orto pinakoid
- Monoklinična prizma
- Hemi orto doma
  - Prednja hemi orto doma
  - Zadnja hemi orto doma
- Klino doma
- Hemi bipiramida
  - prednja hemi bipiramida
  - zadnja hemi bipiramida